# Thymus spinulosus
Il timo spinosetto (Thymus spinulosus Ten.) è una pianta appartenente alla famiglia delle Lamiaceae, endemica dell'Italia meridionale e della Sicilia.

## Descrizione
Il timo spinosetto ha le foglie sono tutte lineari (dimensione delle foglie più grandi: larghezza 1,5 - 1,7 mm; lunghezza 8 – 10 mm); i denti superiori del calice sono cigliati. L'altezza varia tra 5 – 20 cm; il ciclo biologico è perenne; la forma biologica è camefita reptante (Ch rept).

## Distribuzione e habitat
Il timo spinosetto con tipo corologico è endemico; l'habitat tipico sono i pendii aridi e pietrosi; in Italia è una specie rara e si trova solamente al Sud fino ad una altitudine di 800 m s.l.m..